# Francesco Cinquemani
Francesco Cinquemani (Roma, 23 novembre 1967 – Roma, 12 dicembre 2024) è stato un giornalista, sceneggiatore e regista italiano.

## Biografia
Giornalista e saggista, collaborò con riviste come Emporio Armani Magazine, Rockstar, Tutto, TV, Sorrisi e Canzoni.
Fu direttore editoriale di case editrici come General Press e Magic Press e della rivista 35mm.it
La sua opera prima da regista fu il lungometraggio Andròn: The Black Labyrinth, una coproduzione internazionale che ricevette recensioni generalmente negative.
Il suo secondo film fu Beyond the Edge - I maestri dell'illusione, una produzione russa co-diretta da Aleksandr Boguslavskiy.
Nel 2019 co-diresse con George Gallo e Luca Giliberto la pellicola La rosa velenosa, distribuita da Lionsgate Première.
Nel 2019 vinse il premio per la miglior regia internazionale alla XXIII edizione del Terra di Siena Film Festival.
In televisione creò e scrisse Virus, un programma a metà tra l'informazione cinematografica e la sitcom, condotto da Roberta Garzia insieme a Gip e andato in onda su Rai Movie.
A teatro collaborò con la Compagnia "Teatro Stabile Assai" della Casa di Reclusione Rebibbia di Roma a cui dedicò il documentario Offstage.
Nel 2022 co-diresse con Gerorge Gallo Muti - The Ritual Killer.
Francesco Cinquemani è morto a 57 anni a Roma, dopo una breve malattia, il 13 dicembre 2024.

## Filmografia

### Regista e sceneggiatore
- Offstage - documentario (2014)
- Andròn: The Black Labyrinth (2015)
- Beyond the Edge - I maestri dell'illusione (Za graňju realnosti), co-regia con Aleksandr Boguslavskiy (2018)
- La rosa velenosa (The Poison Rose), co-regia con George Gallo e Luca Giliberto (2019)
- Lockdown Generation - documentario (2021)
- Ladri di Natale (Christmas Thieves) (2021)
- Vote for Santa (2021)
- La buona strega del Natale (The Christmas Witch) (2021)
- The Ghosts of Monday (2022)
- Muti - The Ritual Killer, co-regia con George Gallo e Luca Giliberto (2023)
- Sherlock Santa (2023)
- Natale con i Puffins (A Day with Santa) (2023)
- Kid Santa (2023)
- Il magico mondo di Billie (Billie's Magic World) (2024)